# Bibliothèque nationale du Kazakhstan
La bibliothèque nationale du Kazakstan (kazakh : Қазақстан Республикасы Ұлттық кітапханасы, russe : Национальная библиотека Республики Казахстан) est la bibliothèque nationale située à Almaty au Kazakstan.